# Sojasovs
Sojasovs er en asiatisk gæret kryddersovs, der fremstilles af vand, sojabønner, salt og (afhængig af stedet) korn, og som bruges til at krydre og forfine mad med. Det er blandt andet kendt som jiàngyóu (醬油 eller 酱油) på kinesisk, shouyu (醤油 eller しょうゆ) på japansk, xì dầu (豉油) på vietnamesisk og ganjang (간장) på koreansk.
De japanske og kinesiske er de kendteste. De kinesiske har lyse og mørke varianter. Derudover skelnes der mellem forskellige fremstillingsmåder. Ved traditionelt fremstillet sojasovs behøver mikroorganismerne (aspergillus oryzae) uger eller måneder til fermentering, hvor der i industrien sker en stærk fremskyndelse ved hjælp af tilsætningsstoffer. Som følge af det ved fermenteringen af ris- og hvedeproteiner afspaltede glutamat anses sojasovs for at være en naturlig smagsforstærker.
Kvaliteten af sojasovsen bedømmes af censorer og kaldes i Japan kikimi. Ved kikimi er fire kriterier vigtige: farve, konsistens, lugt og smag, der afprøves hver for sig.
Grundlæggende skelnes mellem shouyu og tamari. Sidstnævnte sojasovs er kraftigere i smagen og indeholder hverken hvede eller ris. Fra den japanske betegnelse shouyu stammer i øvrigt begrebet soja.

## Historie
Der blev fremstillet sojasovs i Kina for mere end 2.500 år siden. Den fandt vej til Japan i det 6. århundrede via et buddhistisk trossamfund, der forbød indtagelse af kød og sovs baseret på det. Derfor kom den kinesiske sojasovs til Japan. Efter indførelsen blev den kinesiske sojasovs hurtigt populær i Japan, da den berigede den ensformige kost, der var baseret på ris, og levnedsmidler kunne holde sig længere med sojasovs. I det 16. århundrede blev den japanske sojasovs født efter forsøg med den originale kinesiske sojasovs, der var fremstillet af sojabønner, salt og vand. Den japanske sojasovs fik tilsat lige så meget hvede som sojabønner og blev desuden kogt længere. På den måde kunne både smag, aroma og farve ændres betydeligt. I det 17. århundrede kom sojasovsen til Europa med nederlandske handelsfolk.

## Fremstilling
Udgangspunktet for traditionel sojasovs er sojabønner, der bliver malet, dampkogt og blandet med ristede og malede ris- eller hvedekorn. Med tilsætning af specifikke mikroorganisme opstår koji, en tør saft. Derefter tilsættes salt og vand, så der opstår en grød. Denne blanding hældes i tanke, hvor kornet kan fermenteres. Mens blandingen af soja, hvede, salt og vand modnes i bioreaktoren, fuldendes den smagsprægende enzymreaktion, hvor sojaæggehviden spaltes i enkelte aminosyrer. Dette stof bestemmer sojasovsens farve, aroma og krydring. Modningstiden kan være på mellem seks måneder og flere år, ja mange udsøgte sovse kræver endda op til fem år. Når modningstiden er ovre, bliver den nu næsten færdige sojasovs presset, filtreret og pasteuriseret for at sikre  holdbarheden.
Nu fremstilles mange slags sojasovs ikke længere på den traditionelle måde. I stedet benyttes sojaprotein som udgangspunkt, der ved hjælp af vand udvindes af sojamel. Dette sojaprotein bliver hydrolyseret med saltsyre og efterfølgende tilsat mælkesyrebakterier og gær. På denne måde kan hele fremstillingsprocessen reduceres fra måneder og år til få dage, da den oprindelige fermentering falder bort. Til gengæld tilsættes ofte aroma, sukker, konserveringsmidler og karamel til farvning.